# Distrito de Leimebamba
Leymebamba es uno de los veintiún distritos de la provincia de Chachapoyas, ubicada en el departamento de Amazonas, en el norte del Perú. Limita por el norte con la provincia de Luya y el distrito de Montevideo; por el este con la provincia de Rodríguez de Mendoza; por el sur con el distrito de Chuquibamba y el departamento de La Libertad; y por el oeste con el distrito de Balsas. 

## Historia
El distrito fue creado mediante Ley del 3 de mayo de 1955, en el gobierno del Presidente Manuel A. Odría.
Los incas acompañados de Tupac Yupanqui le pusieron el nombre de Raymipampa porque allí celebraron la fiesta del Inti Raymi y de allí derivo su nombre a Leimebamba.

## Geografía

### Pueblos y caseríos del distrito
Su capital, la ciudad de Leymebamba, está ubicada a 2158 m s. n. m.
| - Ventanilla - Lagunaseca - Infiernillo - Palmira - Leimebamba - Bonda - Guilipe - Muyucsha - Ishpingo - Pomacochas - Cuemsul - Dos de Mayo - Plaza Pampa - Chururco - Lluy - Llushpe - Puchicana - Checo - Teaben | - Chinchango - Felipa - Miraflores - Santa Dionisia - Gramalote Rural - Aumuch - Parajillo - Shalcapata - Sisuhuayco - Potrerillo - El Salto - Triguicsa - El Tambo - Shonie - Montecunga - Siogue - San Miguel - Timbo Yambo | - Jinez - Las Escobas - Chorrera - Sinuno - Lugar Tranquilo - Quingrimachay - Liclicpampa - Yerbabuena - Malpaso - Ñushta - Tinguillo - Shival - Torongil - Lajas Bamba - Tambillo - La Vaquería - Monteseco - La Joya | - Tajopamba - Arneropucro - La Encañada - Quishuar - Laguna-Cóndores - Churo Churo - Corral Conga - Pampas Verdes - Cabildo Pata - Atuen - El Jardín - Orfedon - Israel - Chilingote - Agua Loca - Conjul - Cashapata - Valle los Chilchos - Pushcan - Cruz de Shibal - El Muyuc - La Chorrera - El Tingo Chico - Chascio - El Negro |

La mayoría de los pueblos y caseríos están ubicados en la montaña, aunque hay algunos cerca del río Utcubamba. El mercado más grande de la zona se encuentra todos los domingos en la Yerbabuena.

## Demografía
La población censada en el año 2007 en el distrito era de 3.918 habitantes.

## Atractivos turísticos
- Cultura Chachapoyas: por toda la zona existen restos de viviendas y templos circulares de piedra cubiertos por la maleza, algunos de más de 10 m de altura, con una gran variedad de frisos y aleros hechos de laja.

- Laguna de los Cóndores: ubicada en un bosque nuboso, en 1996 se descubrió una necrópolis sobre sus laderas. Las tumbas contenían más que 200 momias a 100 m encima de la laguna, las cuales se encuentran en el museo de Leimebamba.[2]

- Museo de Leimebamba: Fundado en el 2000, contiene 219 momias, tejidos, quipus y ofrendas funerarias.[3]

- Abra Barro Negro[4] (3 680 m s. n. m.), parte de la ruta PE-08B, excelente para observación de aves.

## Autoridades

### Municipales
- 2023 - 2026[5]
  - Alcalde: Luis Alex Zumaeta Bardales, de Renovación Popular.
  - Regidores:

  1. Tomasa Farje Escobedo
  2. Reyna Elizabeth Abanto Araujo
  3. Cesar Waldemar Bazan Trauco
  4. Edinson Arturo Vargas Escobedo
  5. Wilder Ocampo Alvarado

### Religiosas
- Obispo de Chachapoyas: Monseñor Emiliano Antonio Cisneros Martínez, OAR.[6]
- Párroco de Leimebamba: Neyser David Briceño Mendoza del 2020 al 2021, diocesano.

## Festividades
La fiesta de la Virgen del Carmen, patrona de la ciudad, se celebra del 4 al 16 de julio. San Agustín, otra fiesta importante en Leimebamba, se realiza el 28 de agosto. Leimebamba es sede de una parroquia atendida por dos sacerdotes de la diócesis de Chachapoyas.